# Грозешть (Мехедінць)
Грозешть, Грозешті (рум. Grozești) — село у повіті Мехедінць в Румунії. Входить до складу комуни Грозешть.
Село розташоване на відстані 222 км на захід від Бухареста, 51 км на схід від Дробета-Турну-Северина, 53 км на північний захід від Крайови.

## Населення
За даними перепису населення 2002 року у селі проживали 557 осіб, усі — румуни. Усі жителі села рідною мовою назвали румунську.